# Contrafactum
Un contrafactum (plural: contrafacta) és una tècnica de composició musical que consisteix a utilitzar una melodia d'una cançó i canviar-li el text sense fer canvis substancials en la música, excepte canvis menors per fer coincidir la mètrica de la música amb la del nou text.
Aquesta tècnica es va fer servir des de molt antic; en concret, a la música europea se'n coneixen des de l'edat mitjana especialment al repertori trobadoresc. Moltes poemes que ens han arribat no tenen música pròpia, però eren susceptibles de ser cantades amb la música d'altres peces de mètrica similar.
Alguns exemples
- El cànon anglès Sumer is icumen in, que canta l'arribada de l'estiu -el més antic que es coneix a Europa- posteriorment va rebre un text religiós (Perspice Christicola).
- Una mateixa peça a tres veus de Juan del Encina (segle xv) té un text religiós (Pues que ya nunca nos veis) i un de profà (Si habrá en este baldrés).
- La composició de Mateu Fletxa el Vell (1481-1553) Què farem del pobre Joan, de la fararirumfan? de tema profà (Cançoner del Duc de Calàbria, 1556) va convertir-se en una nadala en un plec solt publicat per Joan Timoneda c.1558-1560: Alegrau-vos, pare Adam, de la fararirriran.
- El mateix passa amb una composició de Francisco Guerrero (segle xvi): Si tus penas no pruebo és de tema religiós, mentre que Tu dorado cabello és una composició profana.
- L'himne nacional neerlandesa Het Wilhelmus prové d'una cançó satírica francesa de mitjan segle xvi[2]

- A la cançó tradicional anglès, Greensleeves, al segle xix, se li va aplicar el text What Child is this? que la converteix en una nadala.

Molt probablement també són contrafacta les cançons tradicionals que es canten amb textos diversos sobre una mateixa melodia; en són exemples Jo te l'encendré i El senyor Ramon, i també El gegant del Pi, Pastoret d'on vens i Escarabat bum-bum. Lluny d'aquests exemples, també es pot considerar que l'eslògan més corejat a les manifestacions contra la Guerra d'Iraq -Oh, no, guerra no!- fou el resultat de l'aplicació de la tècnica del contrafactum a la cançó tradicional russa, Kalinka.